# أريغارون أخضر
أريغارون أخضر (الاسم العلمي: Erigeron strigosus) هو نوع من النباتات يتبع جنس الأريغارون من الفصيلة النجمية.